# اسپوغه
اسپوغه، روستایی از توابع بخش سیمینه شهرستان بوکان در استان آذربایجان غربی ایران است

## جمعیت
این روستا در دهستان آختاچی شرقی قرار دارد و براساس سرشماری مرکز آمار ایران در سال ۱۳۸۵، جمعیت آن ۱۶۶ نفر (۲۸ خانوار) بوده‌است.